# Парк Эрам
Эрам — крупнейший парк развлечений в Иране. Парк был создан в 1972 году Ассадоллой Хорамом, чьё имя он носил до 1979 года. Парк Эрам расположен в остане Тегеран и занимает площадь 70 га.
Парк состоит из двух луна-парков и включает в себя 28 объектов с более чем 120 аттракционами для взрослых и детей, Тегеранский зоопарк, озеро для занятий академической греблей, плаванием на каноэ и каяках, воднолыжным спортом. Здесь также расположены различные рестораны, кафе и фаст-фуды.